# Andrew Duff
Andrew Duff (født 25. december 1950) er siden 1999 britisk medlem af Europa-Parlamentet, valgt for Liberal Democrats (indgår i parlamentsgruppen ALDE).